# Ernest Delvaux
Pour les articles homonymes, voir Delvaux.
Ernest Lambert Joseph Delvaux, né le 31 octobre 1883 à Anthisnes et y meurt le 5 décembre 1969, fut un homme politique belge rexiste.
Delvaux fut docteur en droit.
Il fut élu conseiller communal (1911) et échevin (1911-21) et bourgmestre (1921-38) d'Anthisnes; conseiller provincial (1925-1936) de la province de Liège, puis sénateur provincial de la province de Luxembourg (1936-1946).